# Музей непридуманных историй
Музей непридуманных историй — частное учреждение исторического профиля в городе Владимир.
Расположен в д. 8 по улице Ильича.

## История
Открыт 24 июня 2021 года.
Инициатором создания музея выступила владимирский коллекционер Татьяна Пикунова, основательница музея ложки.
Для размещения музея в ноябре 2019 года было приобретено историческое здание, насчитывающее 170 лет существования. Прежняя планировка здания и элементы его интерьера (входные двери и резные столбики, созданные в 1890-е годы, участки отделочных материалов стен) были максимально сохранены. По архивам восстановлено имя первого владельца здания (каменный флигель) — купец Лотов. В дальнейшем владельцы дома менялись часто, примерно каждые 10 лет, среди них был состоятельный владимирский купец Василий Филиппович Муханов. Дом сгорел в городском пожаре в 1855 года и был перестроен в камне. В советское время дом был разделён на квартиры, интересно, что и прежний владелец дома, Ф. В. Муханов (устроившийся в кооператив сапожником), жил здесь. С 1936 года в доме работал известный в городе магазин «Семена», перед войной жильцы жаловались на антисанитарнцю запущенность двора.
В последний перед организацией музея период дом занимали мелкие офисы.

## Экспозиция
Экспозицию составляют предметы быта конца XIX начала XX века, в том числе редкие предметы необычного назначения, собранные в зале «Служить перестали, забытыми стали» (собирательница для волос, претендующая на самую маленькую в мире ложка, трамблез, карне де баль, «муха», начинающий играть при приближении посетителя полифон); материалы о редких профессиях (пастижер), о жителях дома, о широко известных персонах (Мэрилин Монро, Элвис Пресли, принцесса Диана, Анна Павлова, принцесса Диана) при помощи коллекционных портретных кукол из фарфора под девизом «Да не все так в моей судьбе мрачно!»; о литературных произведениях и т. п., сохранилась библиотека о растениях, почвах и культуре сельского хозяйства. В концепцию музея входит рассказ о купеческой жизни как культурном явлении (один из залов оборудован под купеческую лавку), о первых автомобилях города (имеется уменьшенная модель автомобиля марки «Peugeot»).
Обустроены зал кинопросмотров и мастер-классов, сувенирный магазин.